# Christian Winther
Rasmus Villads Christian Ferdinand Winther, född 29 juli 1796 i Fensmark nära Næstved, Danmark, död 30 november 1876 i Paris, var en dansk lyrisk poet. 

## Biografi
Winthers far, som var präst, dog redan 1808. Hans mor gifte om sig 1811 med Rasmus Møller, senare biskop, diktaren Poul Martin Møllers far. Winther blev teologisk kandidat 1824, men fick aldrig bruk av sin utbildning. Han arbetade korta tider som lärare och 1841 arbetade han som dansk lärare åt prinsessan Mariane, kronprins Fredriks (sedermera kung Fredrik den sjundes) fästmö. Sin hustru, Julie Constance Lytthans, träffade han när hon var gift med en annan. År 1843 skilde hon sig från honom men inte förrän 1848 gifte hon sig med Winther. Winther avböjde upprepade gånger Ridderkorset när han erbjöds det, men mottog en professorstitel när han skulle till Strelitz. En av hans dikter inspirerade Bo Setterlind till nummer 749 i Verbums psalmbokstillägg.

## Författarskap
Winthers tillhörde senromantikerna och har kallats "naturens och kärlekens sångare". I Digte (1828) ingick tio Træsnit, bondeidyller på vers. Til Een (1843) är kärleksdikter till hustrun, Hjortens flugt (1855) är en versroman med inslag av folklore och förlagd till Erik av Pommerns tid.